# Hylan Boulevard

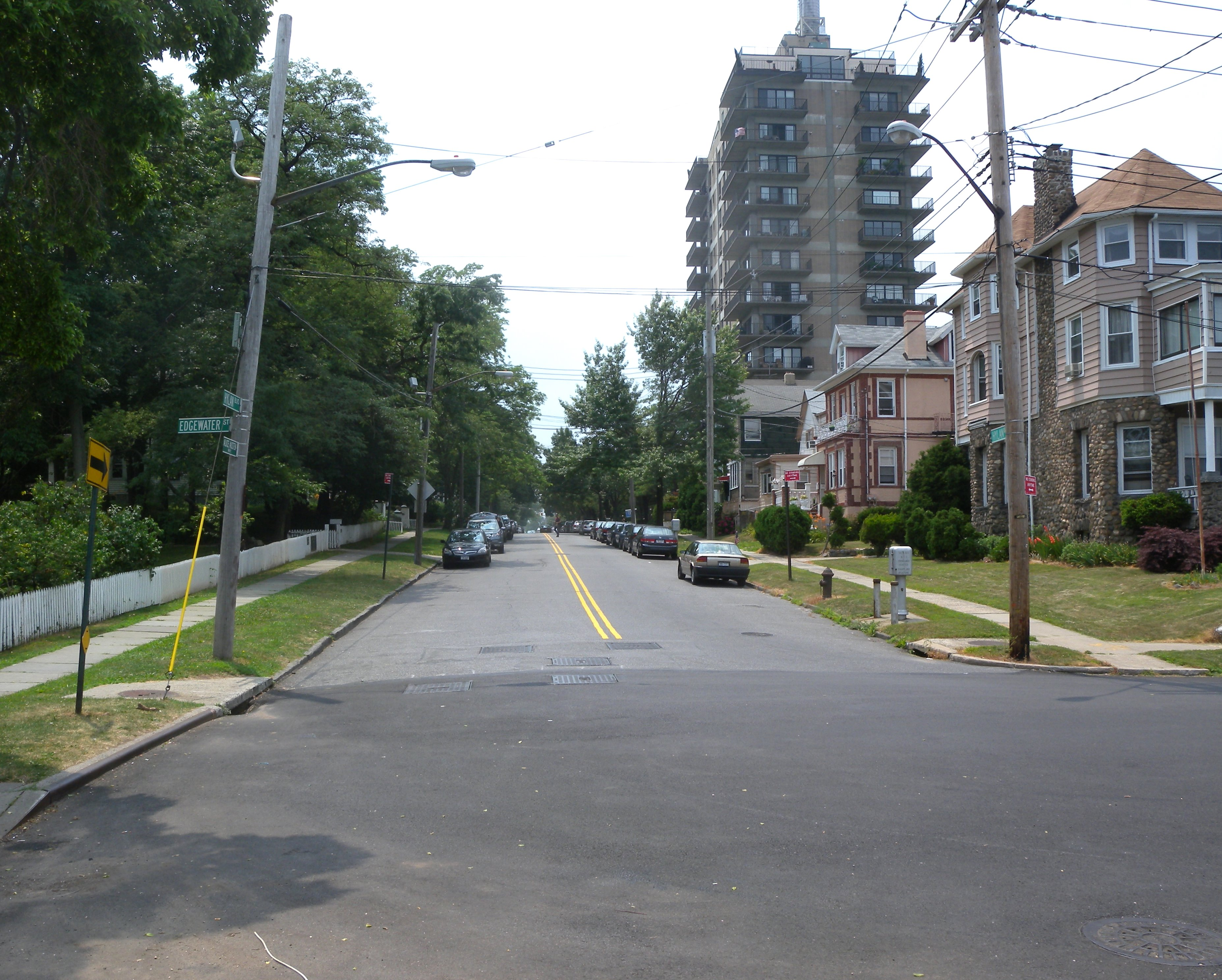
Extrémité nord-est du boulevard

Hylan Boulevard est une artère urbaine nord-est–sud-ouest de l'arrondissement de Staten Island, à New York. Le nom de la rue est souvent mal orthographié « Hyland Boulevard » ou « Highland Boulevard ».

## Situation et accès
D'une longueur d'environ 23 kilomètres, elle s'étend du quartier de Rosebank (en) (côte nord (en)) jusqu'au quartier de Tottenville (en) (côte sud (en)).
Hylan Boulevard débute au niveau de la Alice Austen House (en), située à l'extrémité sud-est de Edgewater Street, dans le quartier de Rosebank, dans le nord-est de Staten Island. Au bout de 0,32 km, le boulevard croise une première grande rue, Bay Street. Le marquage des voies de circulation du boulevard se sépare en deux au niveau de Tompkins Avenue (en), puis Hylan Boulevard se scinde en deux ponts distincts (un pont sud et un pont nord) et passe au-dessus de la Staten Island Expressway. La réunion des deux voies forme Steuben Street, tandis que Hylan Boulevard se poursuit vers l'est, serpentant à travers le quartier d'Arrochar. Hylan Boulevard rejoint Steuben Street au kilomètre 3,2. 800 mètres plus loin, le boulevard croise Old Town Road et Quintard Street, puis se dirige en ligne quasi droite vers le sud. Il croise alors Seaview Avenue au kilomètre 4,82, puis Midland Avenue au kilomètre 6,44. Au kilomètre 7,4, Hylan croise New Dorp Lane ; cette intersection est connue pour être l'une des plus accidentogènes de Staten Island. Ensuite, le boulevard se poursuit en direction du sud-ouest, puis se courbe à droite puis à gauche au kilomètre 9,0, avant de reprendre sa ligne droite en direction du sud-ouest. La rue croise notamment Tysens Lane au kilomètre 8,37, Buffalo Street au kilomètre 9,82 ainsi que Nelson Avenue au kilomètre 11,27. Au kilomètre 13,2, le boulevard rencontre Richmond Avenue, une autre grande artère de Staten Island. Hylan Boulevard croise ensuite Arden Avenue au kilomètre 12,87, puis il continue vers l'ouest à travers les quartiers de la côte sud et se termine à Conference House Park (en), à Satterlee Street, dans le quartier de Tottenville.
Intégralement situé dans l'arrondissement de Staten Island, Hylan Boulevard est un grand axe commercial et est une voie très empruntée. En moyenne, la rue accueille 44 000 automobilistes et 32 000 usagers de bus chaque jour.
À son extrémité nord se trouvent Buono Beach (en), un petit parc offrant une vue dégagée sur le port de New York, ainsi que la Alice Austen House (en) (2 Hylan Blvd.), l'ancienne maison de la photographe new-yorkaise Alice Austen, qui est l'un des seuls édifices datant de l'ère coloniale néerlandaise encore préservés sur l'île.
Sur sa portion nord-centre, Hylan Boulevard est bordé d'établissements de tous types ainsi que de centres commerciaux dans le quartier de New Dorp. À l'intersection avec Buffalo Street se trouve l'entrée de Great Kills Park, qui fait partie de la Gateway National Recreation Area. Le quartier de Great Kills comporte beaucoup de commerces, mais au sud de Richmond Avenue, le boulevard est essentiellement bordé de bâtiments résidentiels.

### Transport
Alors que la Staten Island Railway, une ligne de métropolitain, ne croise jamais Hylan Boulevard, elle le longe sur une grande distance. Plusieurs stations de la ligne, celles de Old Town (en), Dongan Hills, Jefferson, New Dorp et Oakwood Heights, se trouvent non loin du boulevard (1 à 2 km), la station la plus proche étant celle de Old Town. Par le passé, la ligne de métro allant à South Beach croisait le boulevard juste à l'est de Rosebank (en).
Hyland Boulevard est desservi par les lignes S78 et S79 des bus de la MTA New York City Transit et du New York City Department of Transportation.

## Origine du nom
Le boulevard honore John Francis Hylan, maire de New York de 1918 à 1925. 

## Historique
D'abord désigné sous le nom de « Pennsylvania Avenue », le boulevard est renommé en 1923.